# Гожов Шльонски
Го̀жов Шльо̀нски или Го̀жув Шльо̀нски (на полски: Gorzów Śląski; на немски: Landsberg) е град в Южна Полша, Ополско войводство, Олесненски окръг. Административен център е на градско-селската Гожовска община. Заема площ от 18,54 км2.

## Население
Според данни от полската Централна статистическа служба, към 1 януари 2014 г. населението на града възлиза на 2 532 души. Гъстотата е 137 души/км2.